# Estación Alejandro Korn
Alejandro Korn, conocida también simplemente como Korn,  es una estación ferroviaria ubicada en la ciudad homónima, en el partido de San Vicente, Gran Buenos Aires, Argentina.

## Servicios
Es la estación cabecera del servicio eléctrico metropolitano de la Línea General Roca que se presta entre esta estación y Constitución.
Presta un servicio regular entre esta estación y Chascomús, deteniendo su marcha en las estaciones Domselaar, Coronel Brandsen, Jeppener, Altamirano y Gándara.
Pocos metros al sur de la estación, se produce el empalme a San Vicente, punta de rieles que prestó servicios entre 1928 y 1977, y a Mar del Plata, este último el nativo del Ferrocarril del Sud a Chascomús (1865).

## Infraestructura
Posee cinco andenes; tres elevados para el servicio eléctrico (1 a 3) y dos andenes bajos (4 y 5). El andén 5 era utilizado para los trenes diésel de andén bajo hasta Glew, ahora es utilizado para el servicio diésel a Chascomús. El andén 4 se encuentra en desuso. Se accede a ellos mediante un puente peatonal.

## Diagrama
| Plataforma Este          | |
| Vía 1                    | Partida de trenes hacia Chascomús (próxima Domselaar) Terminal de trenes provenientes de Chascomús |
| Vía 2                    | Terminal de trenes provenientes de Constitución Terminal de trenes directos provenientes de Constitución Partida de trenes hacia Constitución (próxima Guernica) Partida de trenes directos hacia Constitución (próxima Guernica) |
| Plataforma central       | |
| Vía 3                    | Terminal de trenes provenientes de Constitución Terminal de trenes directos provenientes de Constitución Partida de trenes hacia Constitución (próxima Guernica) Partida de trenes directos hacia Constitución (próxima Guernica) |
| Vía 4                    | Terminal de trenes provenientes de Constitución Terminal de trenes directos provenientes de Constitución Partida de trenes hacia Constitución (próxima Guernica) Partida de trenes directos hacia Constitución (próxima Guernica) |
| Plataforma central Oeste | |
| Vía 5                    | Sin uso |